# 周弘憲
周弘憲（1953年11月23日—），中華民國政治人物，民主進步黨籍，現任考試院院長。曾擔任執業律師、現代學術研究基金會董事長、行政院人事行政局局長、公務人員保障暨培訓委員會主任委員、臺北市政府法規委員會主任委員、民主進步黨仲裁委員會委員、民主進步黨臺北市黨部主任委員、銓敘部部長、考試院副院長。2016年6月8日任職總統府國家年金改革委員會委員；2020年7月獲立法院同意出任考試院副院長；2024年5月獲時任總統賴清德提名為考試院院長，同年12月17日獲立法院59票同意通過。

## 政策立場
- 周弘憲是民進黨全面執政後第一任銓敘部部長，新政府借重其曾經擔任人事行政局局長之背景，推行年金改革的相關政策。周弘憲受訪時表示，「年金改革一定要做」，即使社會各界有不同的意見，仍希望能圓滿完成任務[5]。

## 個人生活

### 家庭
- 妻劉毓秀，前國立臺灣大學外文系暨研究所教授，現任彭婉如基金會董事長
  - 一女
- 妹周婉窈，國立臺灣大學歷史學系教授、國立臺灣師範大學歷史學系與國立清華大學歷史研究所兼任教授，其夫同為知名歷史學家、國立臺灣大學文學院院長陳弱水。

## 外部連結
- 總統府國家年金改革委員會-委員名單（页面存档备份，存于）

| 中華民國政府職務 | 中華民國政府職務                                                     | 中華民國政府職務 |
| ---------------- | -------------------------------------------------------------------- | ---------------- |
| 考試院           |                                                                      |                  |
| 前任： 林基源    | 公務人員保障暨培訓委員會主任委員 第二任 2000年5月20日－2006年1月25日 | 繼任： 劉守成    |
| 前任： 張哲琛    | 銓敘部部長 第十九任 2016年5月20日－2020年9月1日                      | 繼任： 周志宏    |
| 前任： 李逸洋    | 考試院副院長 第十六任 2020年9月1日－2024年9月1日                     | 繼任： 許舒翔    |
| 前任： 黃榮村    | 考試院院長 第十四任 2024年12月20日－                                 | 現任             |
| 行政院           |                                                                      |                  |
| 前任： 張俊彥    | 人事行政局局長 第十任 2006年1月25日－2008年5月20日                   | 繼任： 陳清秀    |